# Nhô Turiba
Nhô Turiba, pseudônimo de Salvador de Moura Fontes, foi um  pioneiro na divulgação da cultura sertaneja nas rádios brasileiras e um dos maiores sucessos da Super B-3, apresentador do "Alma de Caboclo", um programa radiofônico pioneiro do estilo sertanejo na radiofonia de Juiz de Fora.

## Biografia
Nascido na cidade de Juiz de Fora no ano de 1903, Salvador era filho dos portugueses Joaquim de Moura Fontes e Balduína Pires Fontes. Faleceu na mesma cidade em dezembro de 1972.

### Carreira
O programa sertanejo “Alma de Caboclo” foi pioneiro do estilo sertanejo na radiofonia de Juiz de Fora (MG). Sua primeira audição no dia 25 de setembro de 1952, na Rádio Tiradentes, ainda uma época de ouro para os programas radiofônicos de auditório no Brasil.

“Alma de Caboclo” foi registrada por seu idealizador como marca junto a antiga seção de marcas e Patentes do Ministério da Indústria e Comércio, mais tarde transformado em Instituto Nacional de Marcas e Patentes (INPI), sob o nº 869119 em 19 de abril de 1956.

Com a extinção da Rádio Tiradentes o programa passou a ser apresentado, alternadamente no tempo, nas antigas Rádios PRB-3 e Industrial de Juiz de Fora, permanecendo no ar, continuamente, por mais de 20 anos.
Sob o mesmo título, “Alma de Caboclo”, o radialista escreveu e editou, no ano de 1963, um livro de poesias sertanejas, hoje uma rara peça editorial.
Escreveu crônicas e artigos em diversos periódicos da cidade de Juiz de Fora, dentre os quais no “O Lince" e na "Gazeta Comercial".

Apresentou ainda na Rádio Industrial, no horário de 17/18h os programas Retreta e Ramalhete Musical, o primeiro voltado para bandas de músicas e o segundo para valsas, em especial do violonista Dilermando Reis.

- Ficheiro:Capa do livro de poesias caipiras "alma de Caboclo" de Salavdor de Moura Fontes.jpg
- Ficheiro:Apresentação do Livro.jpg
- Ficheiro:Poema sobre a República do Brasil 1.jpg
- Ficheiro:Poema sobre a República do Brasil 2.jpg
- Ficheiro:Poema sobre a República do Brasil 3.jpg